# Первая мечеть (Кокшетау)
Первая мечеть (каз. Бірінші мешіт; тат. Беренче мәчет) — не сохранившаяся первая приходская джума-мечеть в станице Кокчетавской (ныне Кокшетау, Акмолинская область, Казахстан), построенная в 1845—1846 годах.

## Описание
Одноэтажное деревянное здание имело высокие потолки; отличалось от других мечетей тем, что его минарет был расположен в геометрическом центре здания.

## История

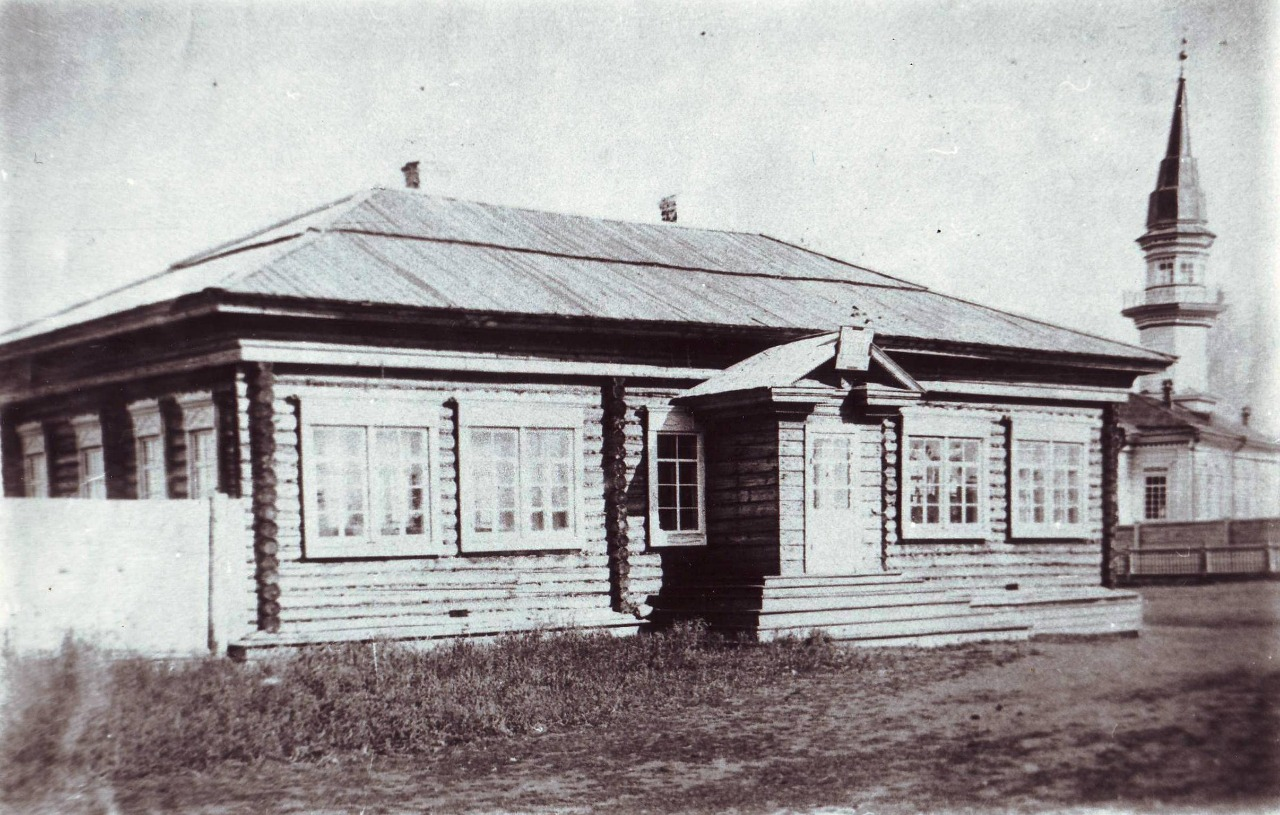
Одна из первых начальных школ в городе, за ней — первая мечеть

Первая деревянная мечеть Кокшетау была построена в 1846 году на Большой Садовой улице (ныне ул. А. Кунанбаева) по воле старшего султана Кокчетавского внешнего округа Омской области Аблая (Абильхаира) Габбасова. Здание было построено за счёт пожертвований кокшетауского мусульманского благотворительного общества. Позднее (после 1868?) мечеть ремонтировалась на деньги, собранные муллой Наурызбай Таласовым. 
С открытием в 1824 году в Кокчетавском округе указным окружного приказа муллою был Сейфулла Усманов. В 1826 году, после его перевода в Уч-Булакский окружной приказ, в Кокчетав был назначен Мухаммед Шариф Абдрахимов. Однако в Кокчетавском округе среди кипчаковцев исполнение духовных треб и письмоводство выполнял бухарский узбек хожа Иражеб Саидмамед Хожин.
Первым имамом мечети был Мифтахеддин Хабибуллин. В конце 1840-х годов в Кокчетаве при проведении следствий казахов приводил к присяге мулла татарин Гудамухаммед Малкупов. Он находился при Айганым Валиевой, вдове Вали-хана (сына Абылай-хана). 
До 1868 года имамами мечетей служили только татары, которые также занимались преподавательской деятельностью. С 1868 года муллой мечети был Наурызбай Таласов, больше известный как Науан Хазрет. Ученый-богослов, он окончил Петропавловское медресе, высшую духовную семинарию в Бухаре, и прошёл стажировку в Багдаде — духовном центре мусульманства. По его инициативе была построена мечеть «Жакия Кажы», ранее носившя его имя.
После сноса мечети на этом месте построили дом, в котором размещался ювелирный магазин «Алмаз». 

## Имамы
До 1868 года имамами мечети служили только татары. В разное время имамами были:
- Мифтахеддин Хабибуллин (1846—?)
- Гудамухаммед Малкупов (184?—?)
- Наурызбай Таласов (1868—?)[уточнить]